# Джайендрабха из Шамбхупуры
Джайендрабха (IAST: Jayendrabhā) или Тьойентропхеа (кхмер. ជយេន្ទ្រភា) или Джайендра[валла]бха (fl. 803) — правительница Ченлы конца VII — начала IX века, дочь царицы Нрпендрадеви, супруга Джайавармана II.

## Биография
Принцесса Джайендрабха была дочерью царствующей королевы Нрипатендрадеви и короля Раджендравармана I. Вероятно, она унаследовала трон от своей матери. Джайендрабха вышла замуж за царя Джаявармана II.
Её дочь, — принцесса Джьештхарья, — сменила ее на престоле в 803 году.